# Encyclia alata
Encyclia alata är en orkidéart som först beskrevs av James Bateman, och fick sitt nu gällande namn av Rudolf Schlechter. Encyclia alata ingår i släktet Encyclia och familjen orkidéer.

## Underarter
Arten delas in i följande underarter:
- E. a. alata
- E. a. parviflora
- E. a. virella

## Bildgalleri

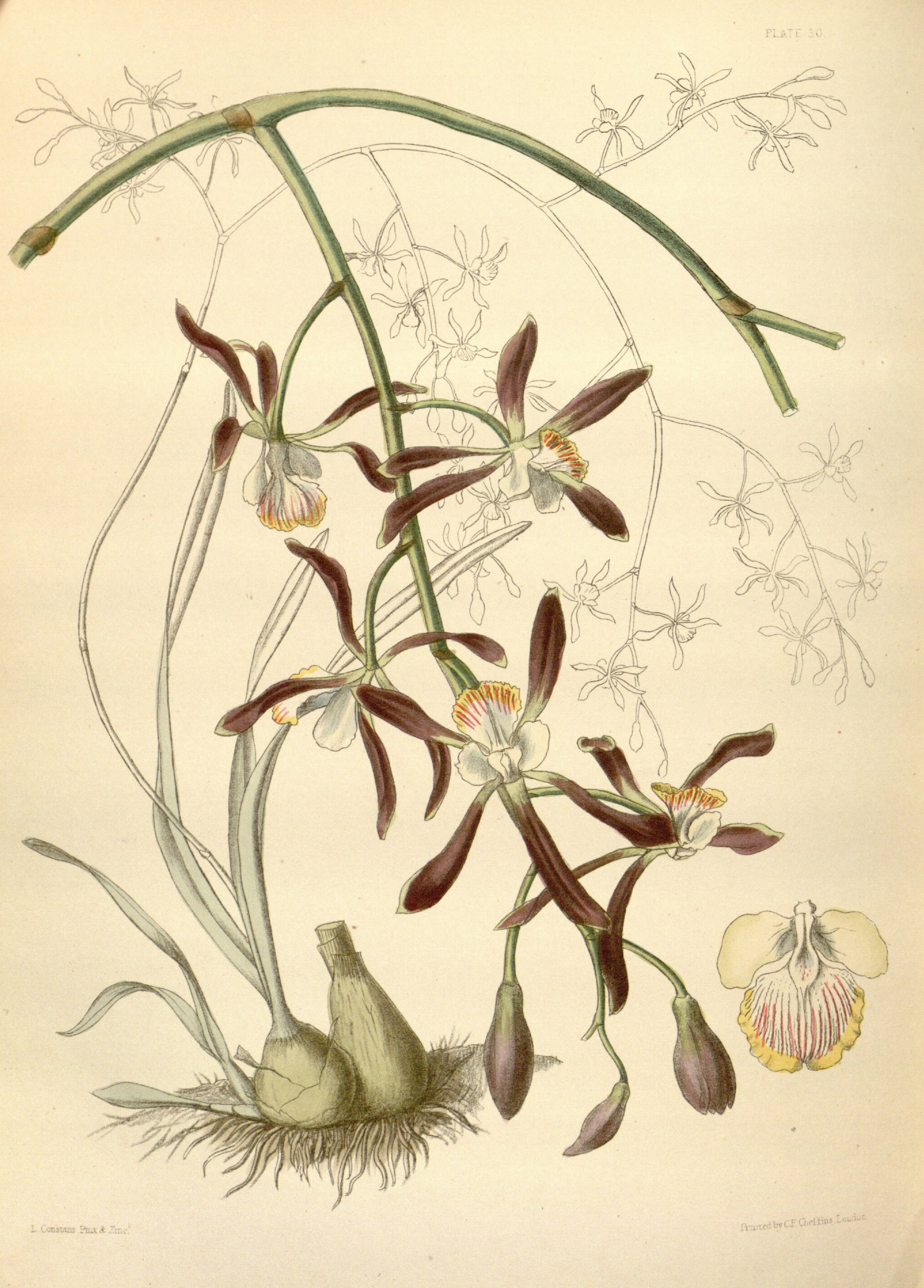
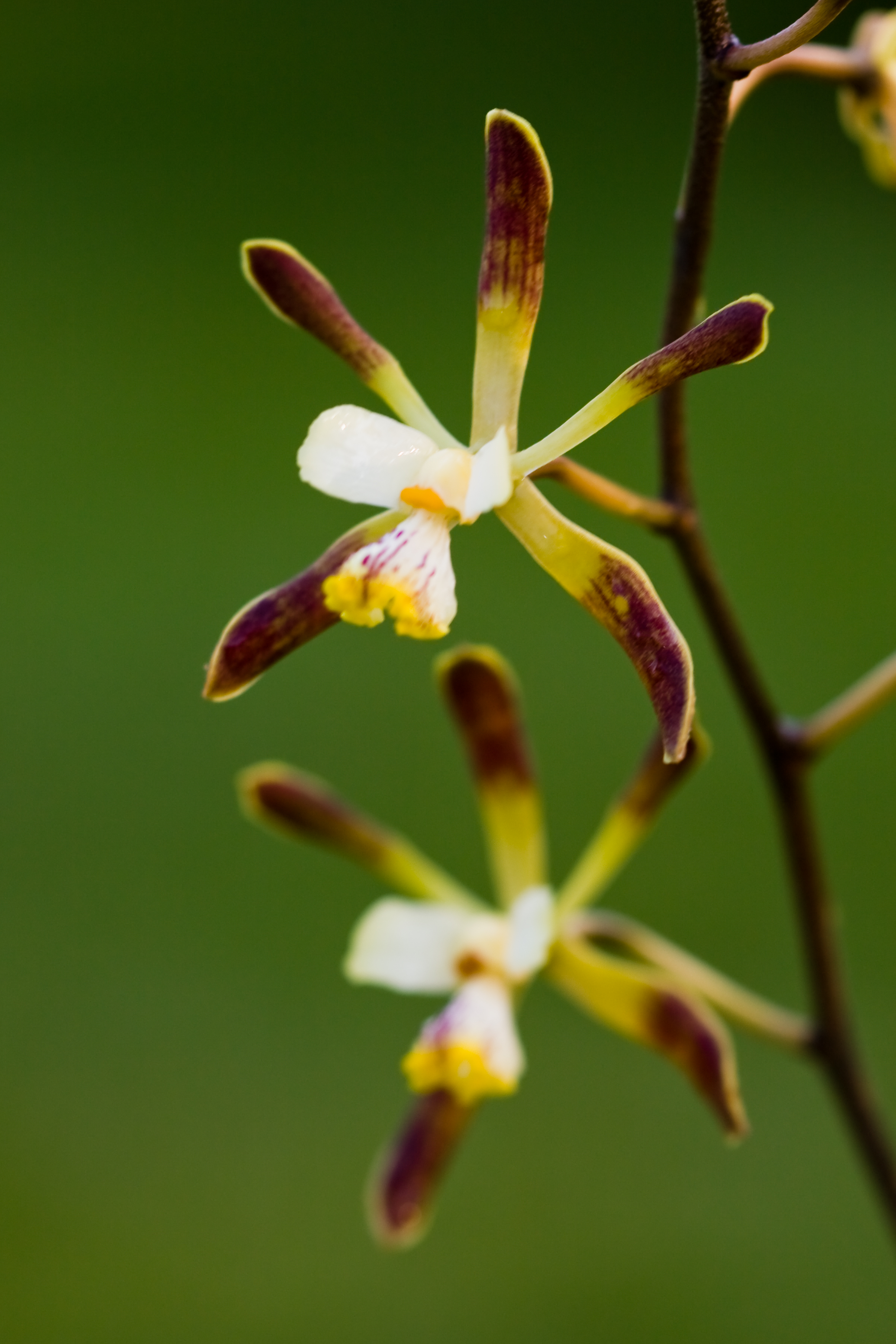
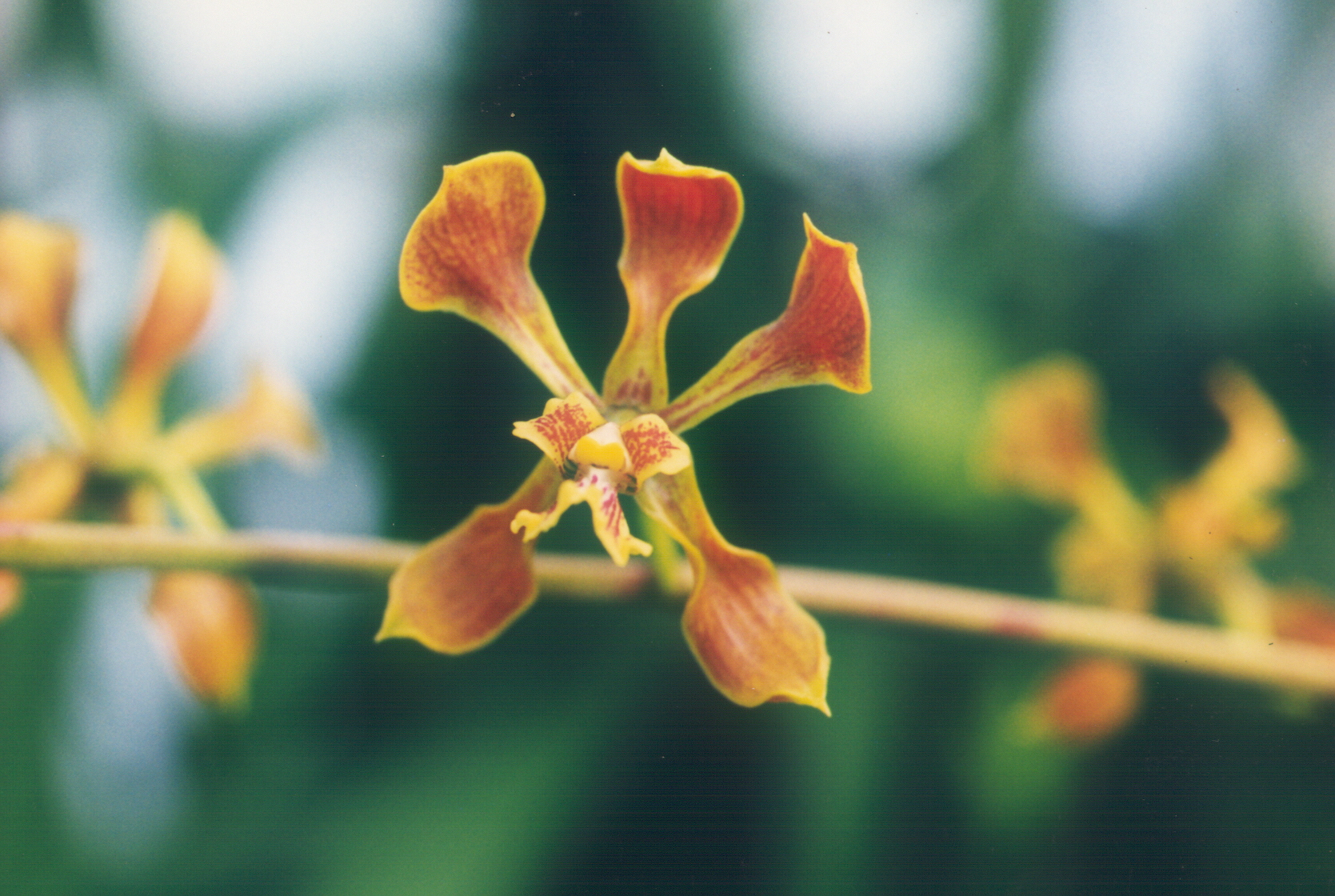
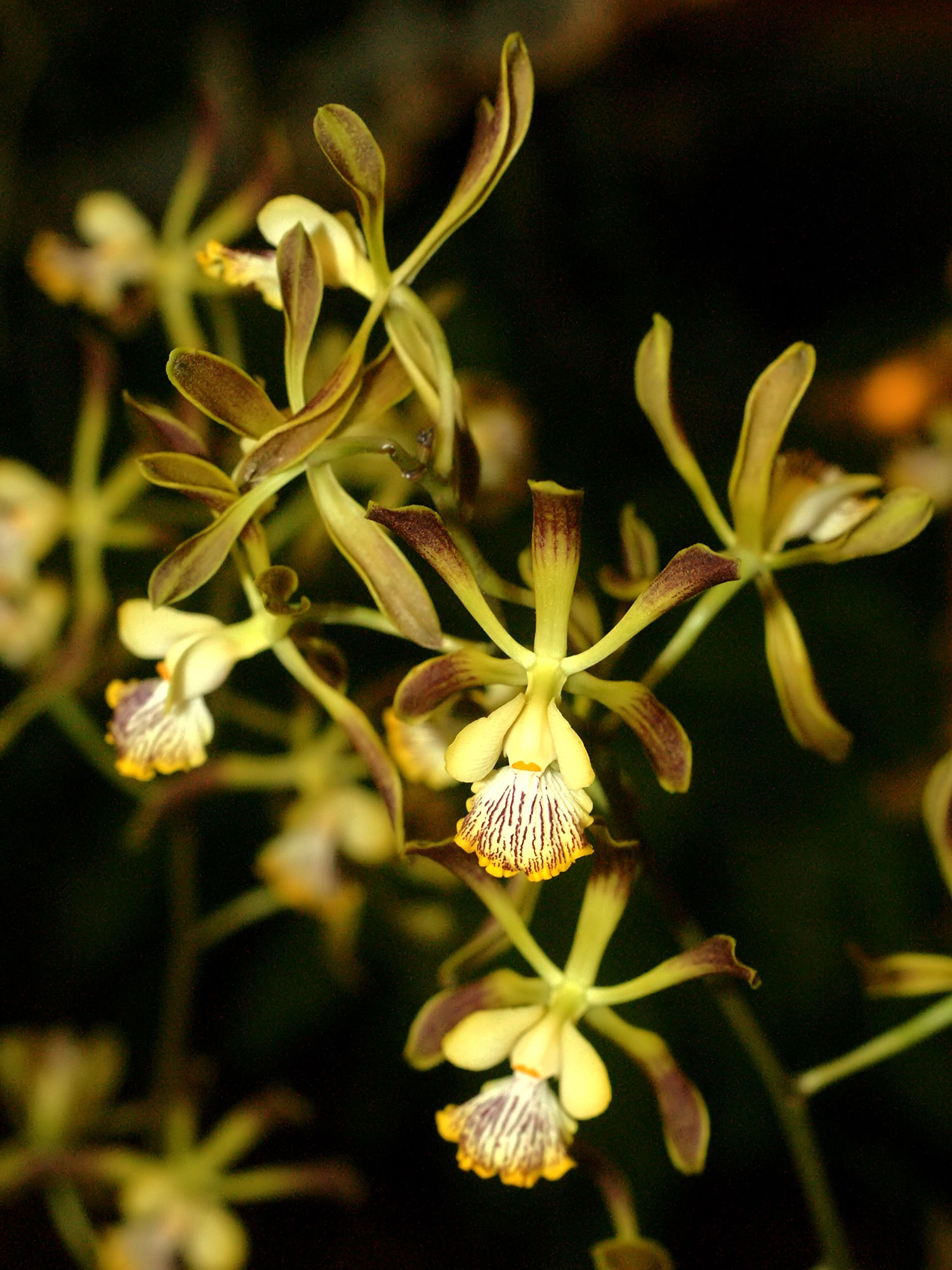
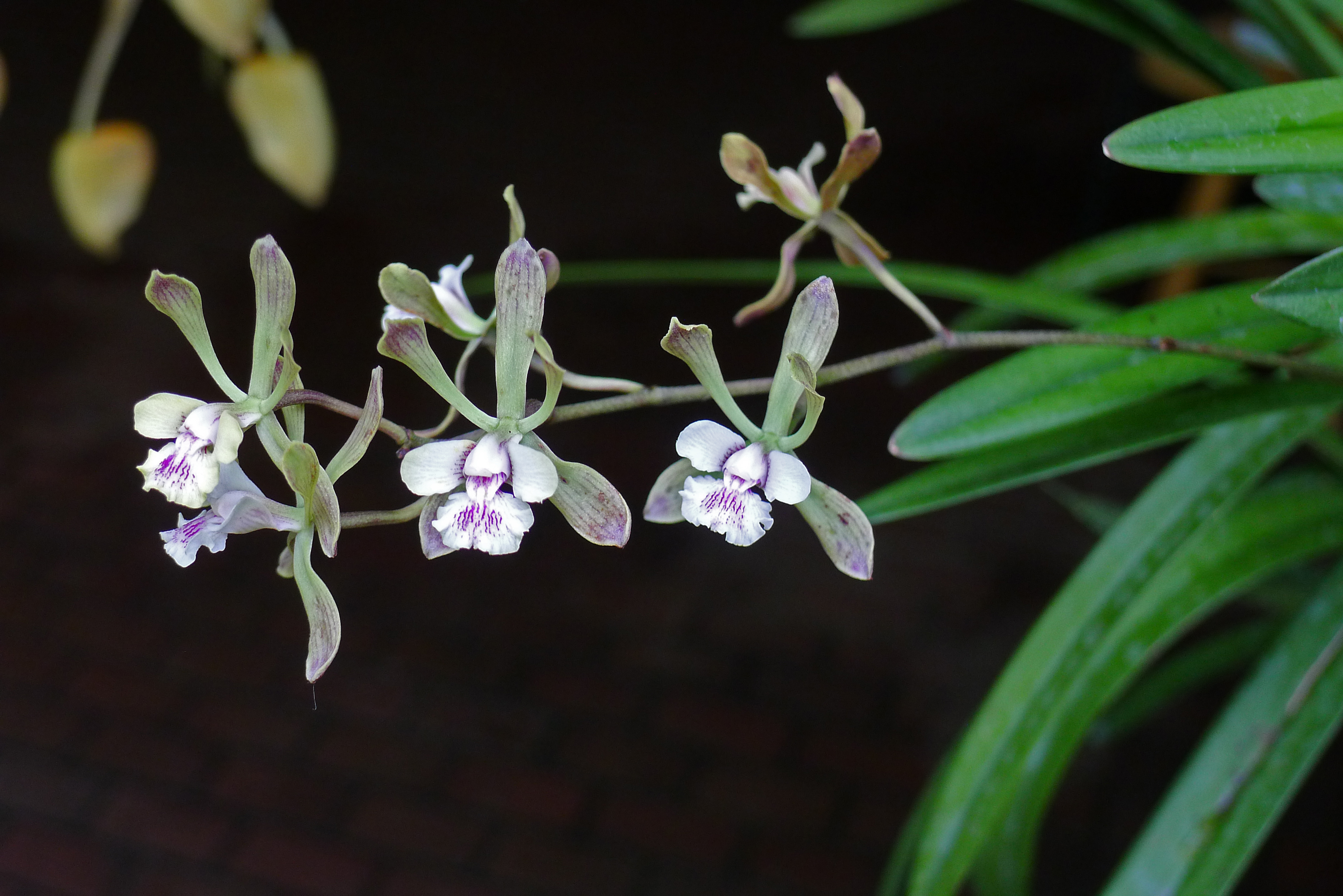
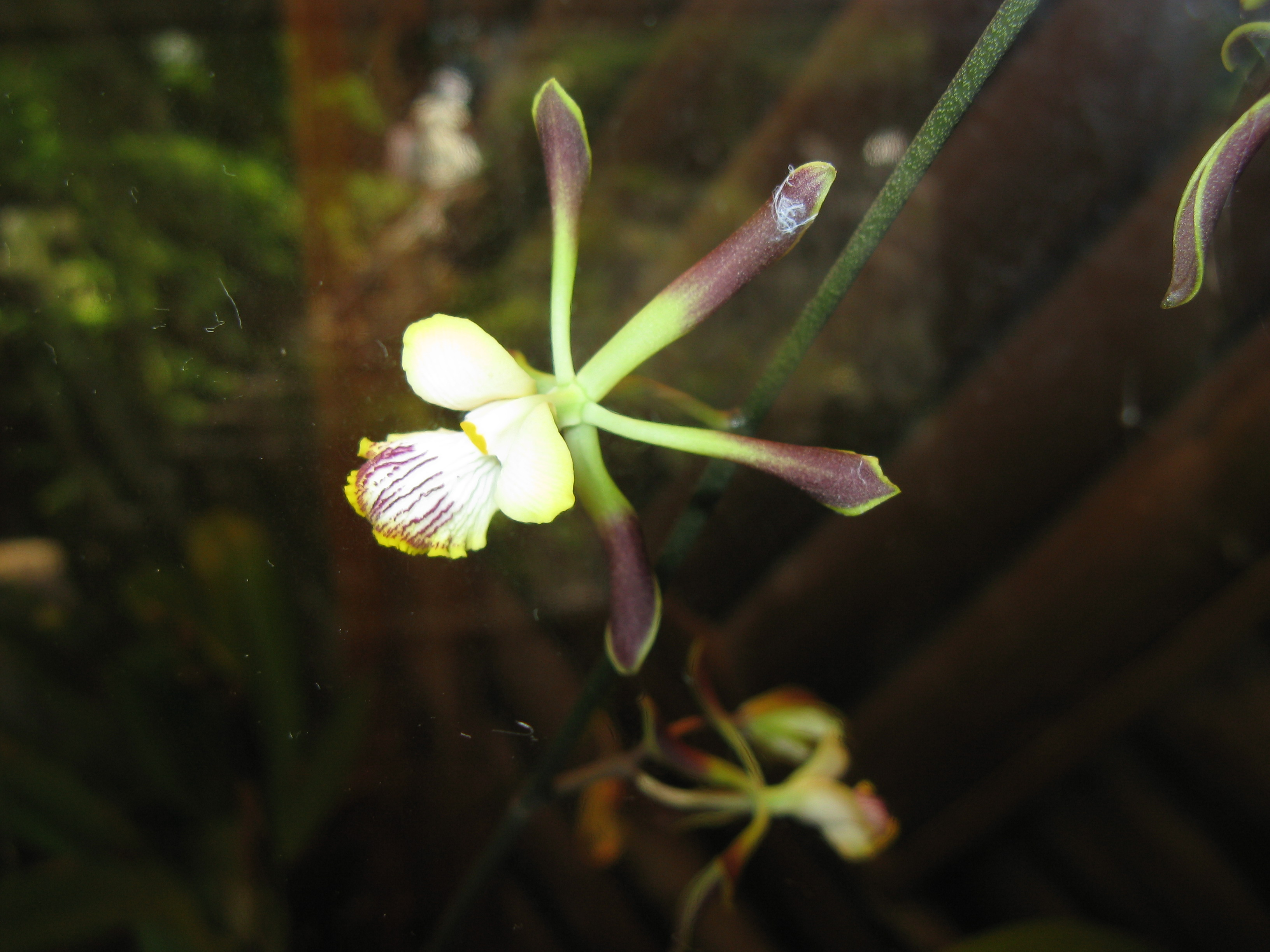